# Vágner Love
Vágner Love właśc. Vágner Silva da Souza (ur. 11 czerwca 1984 w Rio de Janeiro) – brazylijski piłkarz występujący na pozycji napastnika w brazylijskim klubie Avaí FC.

## Kariera klubowa
Od 17. roku życia występował w SE Palmeiras, m.in. poprawiając rekord strzelonych goli w rozgrywkach juniorskich stanu São Paulo (32 gole w 21 meczach). W czerwcu 2004 przeszedł do rosyjskiego CSKA Moskwa za kwotę 8 milionów dolarów. Wraz z Danielem Carvalho tworzył duet podstawowych napastników zespołu, z którym zdobył w 2005 roku Puchar UEFA, mistrzostwo i puchar Rosji. W 2008 roku zdobył koronę króla strzelców Ligi Rosyjskiej zdobywając 20 goli. W zimowym oknie transferowym za kwotę 10 mln euro przeszedł do CR Flamengo. Przenosi się latem 2013 roku do chińskiego Shandong Luneng. 26 stycznia 2018 został zawodnikiem Beşiktaşu JK.
Oryginalny przydomek zawdzięcza miłosnym eskapadom z hotelu, w którym zgrupowani byli piłkarze SE Palmeiras.

## Kariera reprezentacyjna
Debiutował w reprezentacji Brazylii w 2004 roku na Copa América. Brał udział w tym turnieju także w roku 2007, strzelając jedną bramkę. Łącznie wystąpił w 20 spotkaniach reprezentacji Brazylii w latach 2004–2007, w których strzelił 4 gole.

## Sukcesy
Opracowano na podstawie:

### Klubowe
CSKA Moskwa
- Puchar UEFA: 2005
- Mistrz Rosji: 2005, 2006, 2013
- Puchar Rosji: 2005, 2006, 2008, 2009, 2011, 2013
- Superpuchar Rosji: 2006, 2007, 2009, 2013

Shandong Luneng
- Puchar Chin: 2014

Corinthians Paulista
- Mistrz Brazylii: 2015

Kajrat Ałmaty
- Mistrz Kazachstanu: 2020
- Puchar Kazachstanu: 2021

FC Midtjylland
- Puchar Danii: 2022

### Indywidualne
- Król strzelców ligi rosyjskiej: 2008 (20 goli)
- Król strzelców Pucharu UEFA: 2009 (11 goli)
- Król strzelców ligi tureckiej: 2017 (23 gole)

### Reprezentacyjne
- Copa América: 2004, 2007